# Lago Keuka
Il lago Keuka è uno dei Finger Lakes, situati nello stato di New York negli Stati Uniti, l'unico tra essi ad avere una forma ad Y anziché allungata. Il Keuka è, per estensione, il terzo tra i Finger Lakes dopo il Cayuga e il Seneca.
Il lago ha dieci immissari e un unico emissario, il Kuka Lake Outlet, che nasce all'estremità nordorientale del lago, presso Pen Yard, per poi gettarsi nel lago Seneca. Nella prima metà dell'Ottocento fu costruito anche un canale, il Crooked Lake Canal, per collegare i due laghi, ma fu abbandonato attorno al 1870, diventando prima una linea secondaria della ferrovia e poi un percorso per escursionismo.
Sulle sponde del lago sorgono i villaggi di Penn Yan (a nordest), Branchport a nordovest e Hammondsport a sud, i quali si riforniscono di acqua dal lago. Sulla sponda orientale del ramo occidentale vi è inoltre un'area protetta, il Keuka Lake State Park.